# The Yellow Album
The Yellow Album es el segundo álbum de canciones grabadas originalmente de Los Simpson, siguiendo al primer álbum lanzado, The Simpsons Sing the Blues, en 1990. A pesar de haber sido lanzado en 1998, se grabó unos años antes, tras el éxito del primer álbum. El título es un juego de palabras, relacionándose con un popular álbum del grupo The Beatles, White Album, lanzado en 1968, refiriéndose evidentemente al color de la piel de los personajes de la serie. Además de esto, la portada es una parodia del álbum de 1967 de The Beatles titulado Sgt. Pepper's Lonely Hearts Club Band.

## Canciones del álbum
1. "Love?"
  - Bart Simpson
2. "Sisters Are Doin' It for Themselves" (original de Eurythmics)
  - Lisa Simpson
  - Ann Wilson y Nancy Wilson de la banda Heart
  - Patty y Selma Bouvier
3. "Funny How Time Slips Away"
  - Homer Simpson
  - Linda Ronstadt
4. "Twenty-Four Hours a Day"
  - Apu Nahasapeemapetilon
5. "Ten Commandments of Bart"
  - Bart Simpson
6. "I Just Can't Help Myself"
  - Bart Simpson
  - Lisa Simpson
  - Homer Simpson
7. "She's Comin' Out Swingin'"
  - Lisa Simpson y P-Funk All-Stars
8. "Anyone Else"
  - Bart Simpson
  - Lisa Simpson
9. "Every Summer With You"
  - Marge Simpson
  - Homer Simpson
10. "Hail to Thee, Kamp Krusty"
  - Coro de los niños
    - Otto Mann
    - Lisa Simpson
    - Martin Prince
    - Bart Simpson